# Урумлъшка носия
Урумлъшката носия (на гръцки: Φορεσιά του Ρουμλουκιού) е гръцка носия от областта Урумлък (Румулуки), разположена в Егейска Македония, Гърция.

## Вид
Урумлъшката носия се отличава с простота и строгост най-вече в цветовете си, което я отличава от общото правило на цветни дизайни на носиите. Домонираща част в урумлъшката носия е оригиналната лента за глава. Друг отличителен елемент в женската урумлъшка носия е характерна прическа, наподобяваща каска, наричана от местните „качулка“ (на гръцки: κατσούλι).
Женската носия се състои от дебела вълнена риза, дебела или тънка памучна риза, жабо, сая (дълго наметало с ръкави), допълнителни ръкави, колан и престилка или пола. През зимата се добавят вълнени наметала и чорапи. Вътрешната риза се носи директно върху кожата. Тя може да е памучна, от трикотаж или плетена. Горната риза е от груб памучен плат, бродиран с геометрични мотиви. Друга особеност на ризата е бродерията на гърба. Яката е квадратна, с отвор в средата. Образец за лукс в урумлъшката носия е наличието на жабо, което се носи върху ризата. Полата обикновено е в син, лилав, жълт или черен цвят.
Най-важната част от урумлъшката носия е саята. Платът ѝ е обикновено тъкан памук в бял цвят и е с ръкави до лакътя.

## Галерия
- Булчинска носия от Урумлъка
- Моминска носия от Урумлъка
- Празнична женска носия от Урумлъка
- Традиционна женска носия
- Традиционна женска носия